# Joey Ansah
Joey Ansah (* 24. November 1982 in London, England) ist ein britischer Schauspieler und Stuntman ghanaischer Abstammung.

## Leben und Karriere
Joey Ansah ist der Sohn eines Ghanaers und einer Engländerin und wurde 1982 in London geboren. Im Alter von zehn Jahren zog seine Familie mit ihm nach Ghana. Vorher besuchte er in London die Privatschulen Oakfield School und Dulwich College Prep. Anschließend besuchte er die örtliche Taekwondo-Schule, wo er die Kampfkunst erlernte. Im Alter von 15 Jahren zog er nach Plymouth zurück. Nach seinem Abschluss besuchte er die Oxford Brookes University.
Sein Schauspieldebüt hatte er in dem Actionfilm Left for Dead im Jahr 2005, in dem er einen Kickboxer spielte. Im gleichen Jahr spielte er in Love Struck die Rolle des Mango und in Batman Begins war Ansah einer der Schattenkämpfer. Dabei stand er als Ninja neben Christian Bale und Liam Neeson vor der Kamera. Seine größte Filmrolle hatte er als Agent und Auftragskiller Desh in dem Actionfilm Das Bourne Ultimatum in dem er versucht u. a. die Hauptrolle Jason Bourne (dargestellt durch Matt Damon), den Agenten Daniels (Colin Stinton) und Nicky Parson (Julia Stiles) zu töten. Nachdem er Daniels töten konnte, wird Ansahs Rolle durch Damons Rolle ausgeschaltet. 
Im Jahr 2010 führte er bei dem Kurzfilm Streetfighter: Legacy Regie, verfasste das Drehbuch, war für die Stunts verantwortlich und als Darsteller zu sehen. Jon Foo und Christian Howard sind in den Rollen Ryu und Ken zu sehen. In der Science-Fiction-Actionkomödie Attack the Block aus dem Jahr 2011 verkörperte Joey Ansah einen Polizisten.

## Filmografie (Auswahl)
- 2005: Batman Begins
- 2007: Das Bourne Ultimatum (The Bourne Ultimatum)
- 2009: Die Geisterstadt (Ghost Town, Fernsehfilm)
- 2010: Streetfighter: Legacy (Kurzfilm)
- 2011: Hit Girls (Kurzfilm)
- 2011: Attack the Block
- 2012: AfterGlow (Kurzfilm)
- 2012: Snow White and the Huntsman
- 2013: Hooligans 3 – Never Back Down (Green Street Hooligans: Underground)
- 2017: How to Talk to Girls at Parties
- 2018: Mission: Impossible – Fallout
- 2020: Ich schweige für dich (The Stranger, Fernsehserie, drei Folgen)
- 2020: The Old Guard